# Wyborowo (obwód wołogodzki)
Wyborowo (ros. Выборово) – wieś w Rosji, w rejonie grazowieckim obwodu wołogodzkiego. W 2002 liczyła 9 mieszkańców, z kolei w 2010 populacja miejscowości wynosiła 8 osób.